# Die Wild
Die Wild is een rivier op de grens van Nederland en Duitsland ten zuiden van onder meer de in Nederland gelegen plaats 's-Heerenberg, het Duitse Elten en het Bergherbos. Vervolgens stroomt het ten noorden van het Nederlandse Spijk, om daarna uit te monden in de Oude Rijn.
Die Wild stroomt door de gemeente Emmerik, in de deelstaat Noordrijn-Westfalen, aan de grens met de Nederlandse gemeente Montferland. De rivier vormt een natuurlijke grens tussen de Nederlandse gemeenten Montferland en Zevenaar enerzijds en Emmerik anderzijds.
Die Wild is het verlengde van het de Wetering (ook grenskanaal genoemd) en vormt de verbinding tussen het Netterdensch Kanaal en de in Nederland gelegen Oude Rijn. Die Wild wordt ook aangeduid als: Wildkanaal,  Wildt,  Netterdensch Kanaal, Nederhettersche Landweer  en grenskanaal. Die Wild is echter geen kanaal van nature. Die Wild is onderdeel van de Rijndelta en speelt een rol bij het waterbeheer betreffende de Rijn, Hetterlandwehr, Millinger Meer en Löwenberger Landwehr in de omgeving rondom Emmerik. Bovendien staat de grensbeek in verbinding met een watergang die kwelwater van de omgeving van de Hulzenberg afvoert.
Die Wild is feitelijk een oude arm van de Rijn, en speelde met name in het verleden een belangrijke rol bij waterbeheer in de grensregio Nederrijn en de Liemers. Vroeger overstroomde de grensbeek met enige regelmaat, waarbij een deel van de gemeente Bergh onder water kwam te staan. Een deel van de rivier vormt de grens tussen Duitsland en Nederland ten zuiden van Elten. Ten noordoosten van Lobith mondt de grensbeek uit in de Oude Rijn. Vroeger viel het gebied rondom Die Wild onder het Polderdistrict Oude Rijn, nu waterschap Rijn en IJssel.

## Tiefe Wild
Een gedeelte van Die Wild, de Tiefe Wild genoemd, is een verbreding juist ten zuiden van Hoch-Elten, een meerachtig gedeelte ten zuiden van de Eltenberg, dat voor recreatieve doeleinden wordt gebruikt. Daar zijn de oevers bebouwd met zomerhuisjes.
Ten oosten en westen van Elten vormt de grensbeek een natuurlijke grens tussen Nederland en Duitsland. Bij 's-Heerenberg liggen twee bruggen over Die Wild, die tevens grensovergangen zijn met de Duitse gemeente Emmerik. Tussen Elten en Spijk ligt een oude stalen brug uit de Tweede Wereldoorlog die is opgenomen in de monumentenlijst van Emmerik. Ter hoogte van Herwen en Lobith loopt Die Wild over in de Oude Rijn. Via de Oude Rijn komt Die Wild uit in de rivier de Rijn.

## Afbeeldingen

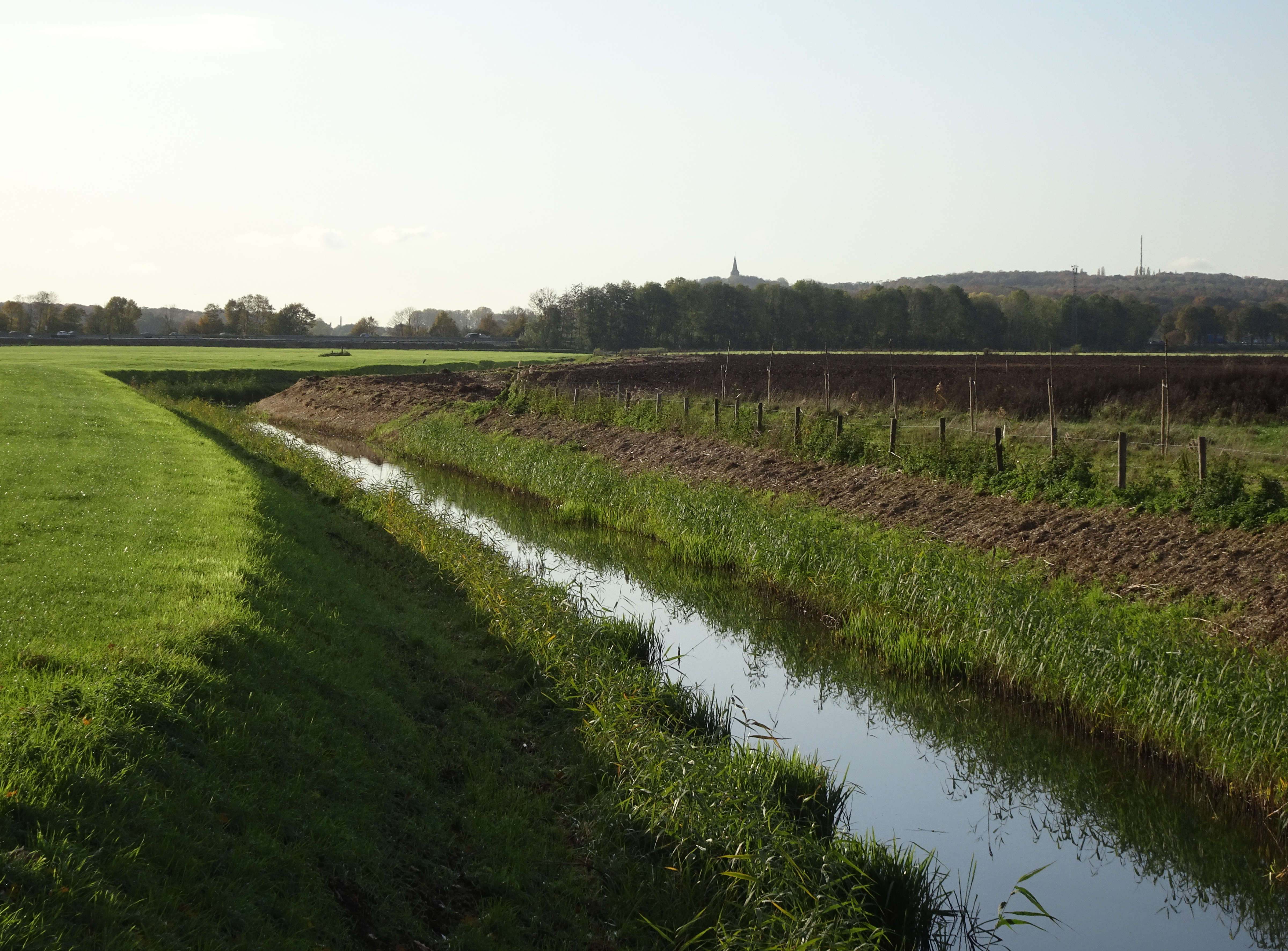
Linthorsterbrug bij Borghees, Emmerik, 's-Heerenberg en Stokkum
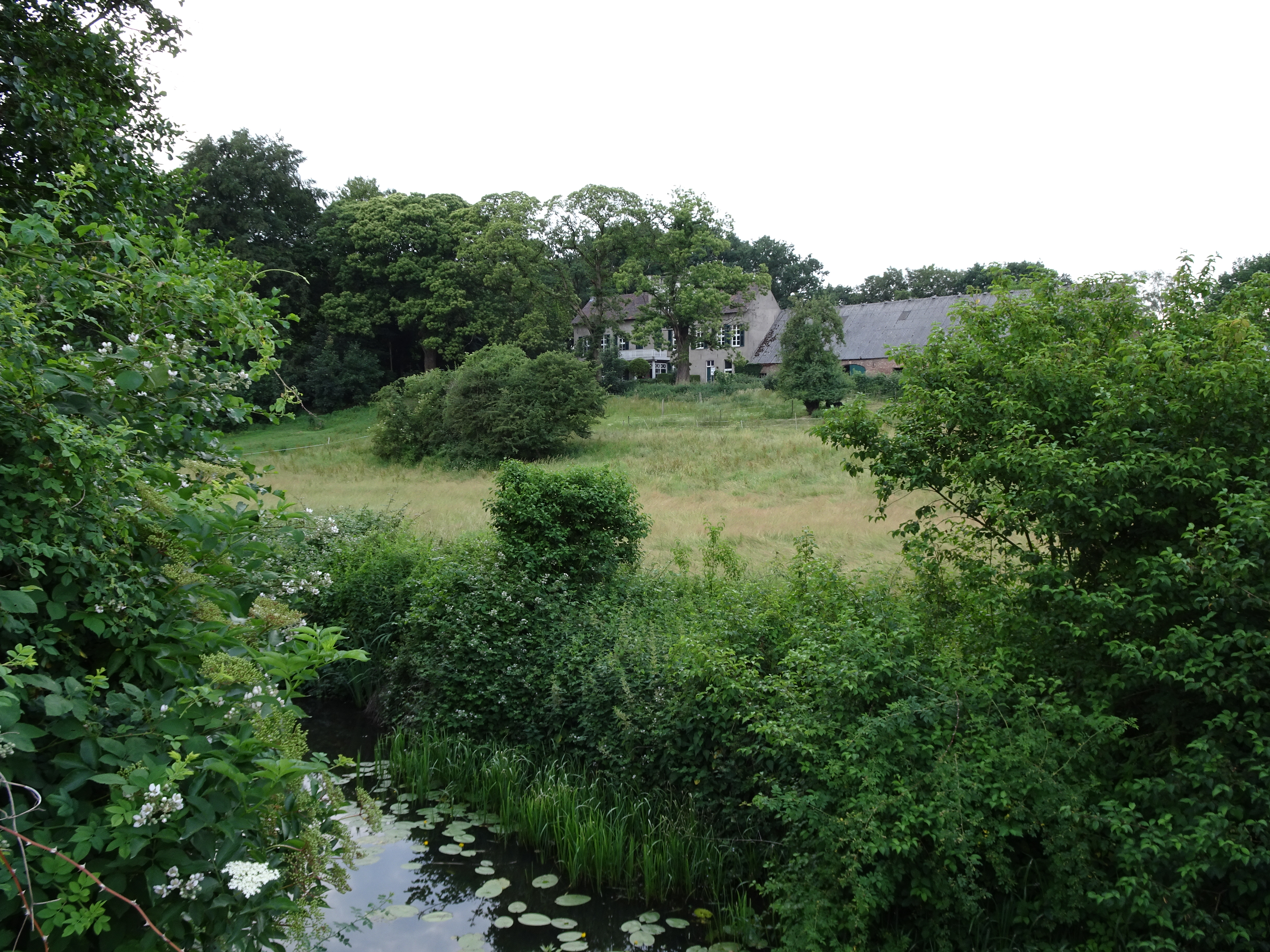
Gut Voorthuysen, Probstei
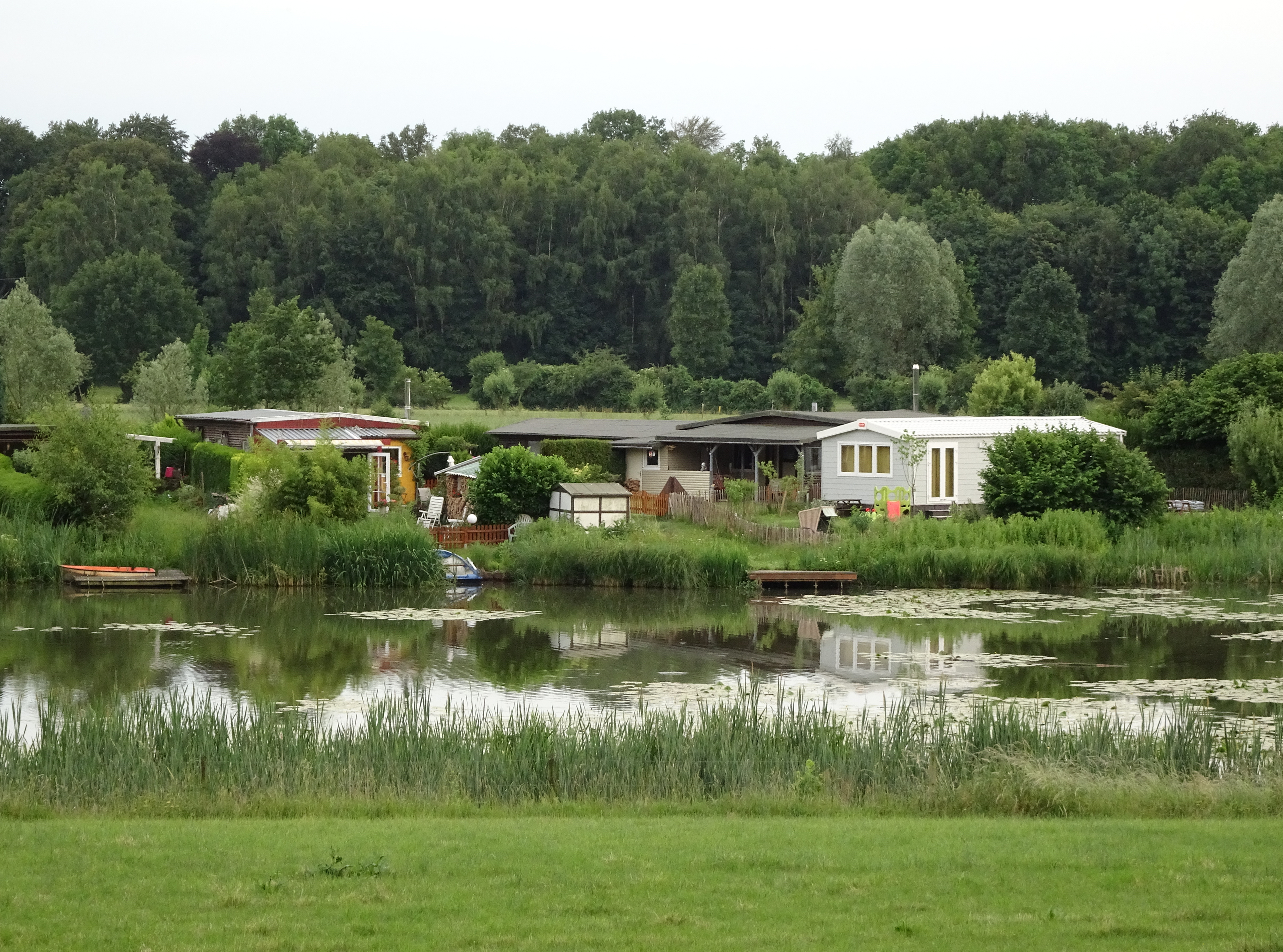
Zomerhuisjes, Wildweg
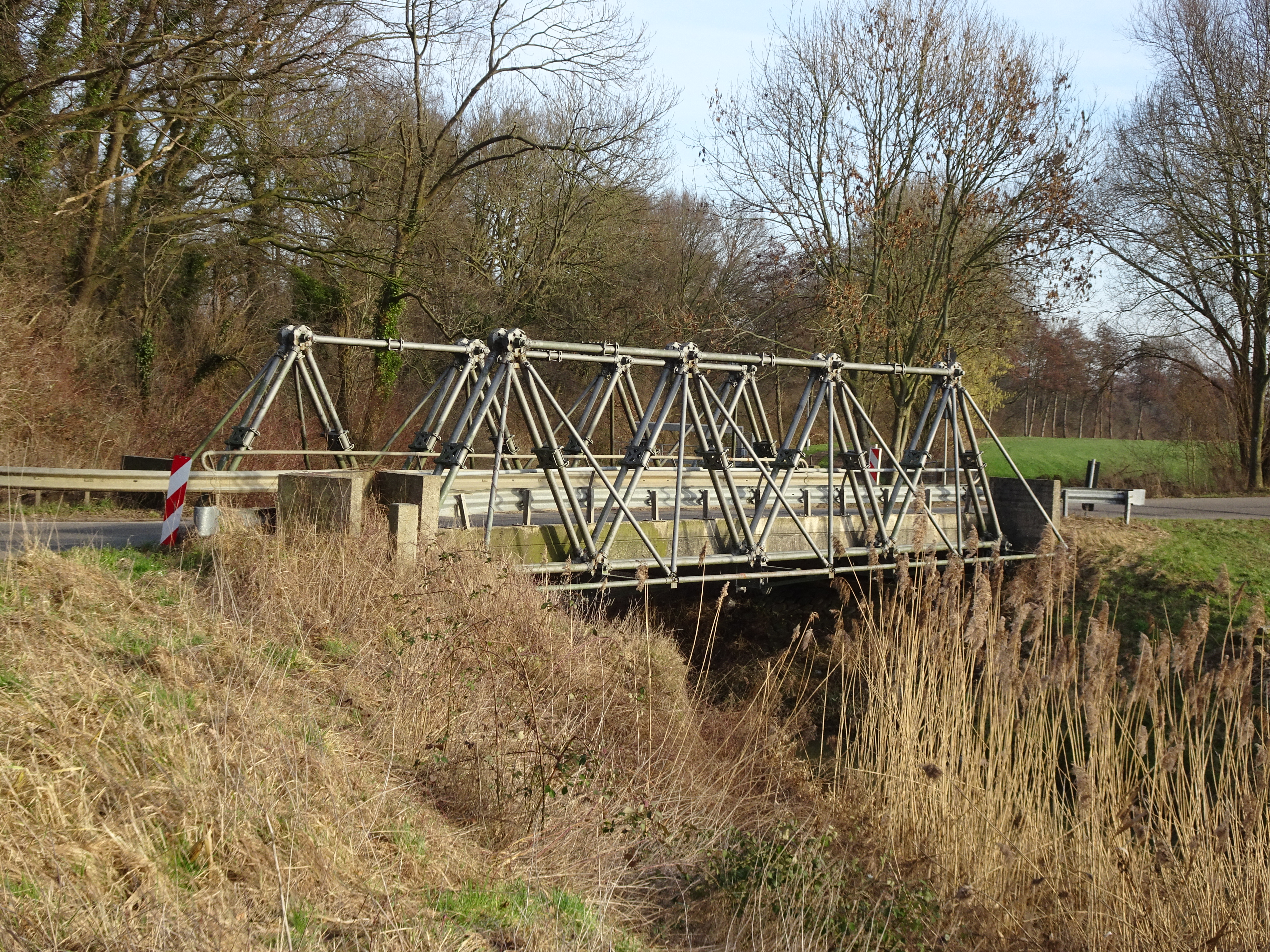
Kriegsbrücke, Spyker Weg

|